# Melitaea pilosellae
Melitaea pilosellae är en fjärilsart som beskrevs av S.A. von Rottemburg 1776. Melitaea pilosellae ingår i släktet Melitaea och familjen praktfjärilar. Inga underarter finns listade i Catalogue of Life.